# Abdij van Maredsous
De Abdij van Maredsous is een benedictijns klooster, gelegen in het gehucht Maredsous in de deelgemeente Denée van de gemeente Anhée in de Belgische provincie Namen.

## Geschiedenis
De stichting van Maredsous gebeurde in 1872 in de context van de Duitse Kulturkampf, waarbij onder Bismarck kloostersluitingen dreigden. Hildebrand de Hemptinne, een Gentse monnik in de aartsabdij van Beuron in het Zwarte Woud, overtuigde de leiding om een priorij in België te beginnen die als refugehuis zou kunnen dienen. De financiering gebeurde door de industrieel Henri-Philippe Desclée uit Doornik. De Hemptinne kende zijn zoon Jules Desclée van bij de Pauselijke Zoeaven. Beide families waren het ultramontanisme toegedaan.
Terwijl de Duitse monniken onderdak kregen in een kasteelhoeve van Desclée, met een molen het enige overblijfsel van het verdwenen gehucht Maredsous, werden vanaf 1873 kloostergebouwen opgetrokken op een nabije heuvelrug. Hiervoor werd de architect Jean Bethune aangetrokken, iemand die de filosofie van het laten herleven van de middeleeuwse christelijke samenleving deelde. In 1876 konden de monniken hun nieuwe verblijf betrekken. Paus Leo XIII verhief de gemeenschap in 1878 tot abdij binnen de Beuroner congregatie, met aan het hoofd Placidus Wolter, de abdijkerk werd op 19 augustus 1888 ingewijd. Het college opende de deuren in 1884, jaar waarin de monniken ook begonnen met het uitgeven van de Revue Bénédictine, een tijdschrift gewijd aan kerkelijke geschiedenis en literatuur. Met Ursmer Berlière had de abdij een gerenommeerd historicus binnen haar muren. Onder het bewind van De Hemptinne, in 1890 aangesteld tot abt, werden de werken in 1892 afgerond. De abdij werd in 1903 uitgebreid met een École de Métiers d'Art gericht op kunststielen (waar onder meer Jijé leerling was). Met de Ier Columba Marmion trad in 1909 de derde abt van Maredsous aan. Hij zou in 2000 zalig worden verklaard.
De vijandelijkheid opgeroepen door de Eerste Wereldoorlog leidde ertoe dat Maredsous in 1920 uit de Beuroner congregatie werd gelicht en met de abdij Keizersberg en de Brugse Sint-Andriesabdij ondergebracht in een Belgische benedictijnencongregatie.  Op 12 oktober 1926 verhief paus Pius XI met een pauselijke breve de Sint-Benedictus abdijkerk omwille van zijn rol als bedevaartsoord tot basilica minor. Na de Tweede Wereldoorlog kreeg de abdij een bibliotheekgebouw (1947) en een onthaalcentrum (1948).

## Bouwhistoriek
De bouw begon in 1873. Het neogotische totaalontwerp was van de hand van de architect Jean Bethune, bijgestaan door zijn zoon Felix, die pater was in Maredsous. Voor Bethune was het een levenswerk waar hij geen betaling voor zou verlangen. Voor de conceptie was zijn belangrijkste inspiratie de abdij van Villers. Met het oog op de grootschalige werken werden twee steengroeves geopend. De in 1877 begonnen abdijkerk werd in 1881 in gebruik genomen en in 1888 ingewijd. Het kerkmeubilair was volledig ontworpen door Bethune, maar tegen zijn wil moest hij toestaan dat de monniken Desiderius Lenz belastten met het aanbrengen van muurschilderingen in een eigen stijl. Het college werd gebouwd in 1883-1886. In 1891 was de kerk voltooid, op de vieringtoren na, die er nooit zou komen.
Bij een make-over van het kerkinterieur in 1956-57 naar ontwerp van Roger Bastin werd het neogotische meubilair bijna volledig verwijderd en verdwenen de fresco's onder een laag pleister. Deze modernistische herinrichting werd in 1988 enigszins teruggeschroefd.

## Beschrijving
De abdij bestaat uit een grote kloosterkerk – in een van de twee torens hangt de op twee na grootste klok van België (na Mechelen en Doornik) – en een aantal gebouwen rond een vierkante binnenplaats. De kerk is publiek toegankelijk. Daarnaast is er een gastenverblijf en een ontvangstgebouw met winkels, museumruimte en restaurant, waar vroeger de eetzaal voor het klooster was.
Er is ook een middelbare school (internaat en dagschool). Deze school, Collège Saint-Benoît, werd in 1881 gesticht en richt zich op de elite.
De bibliotheek van de abdij, begonnen vanaf de stichting, herbergt thans circa 400.000 boeken en is op aanvraag te raadplegen. In de abdij bevinden zich ook de natuurwetenschappelijke collecties van Dom Grégoire Fournier (1863-1931), dit zijn collecties op het gebied van geologie, mineralogie, biologie, archeologie en vooral paleontologie. Het Centre Grégoire Fournier is een museum.

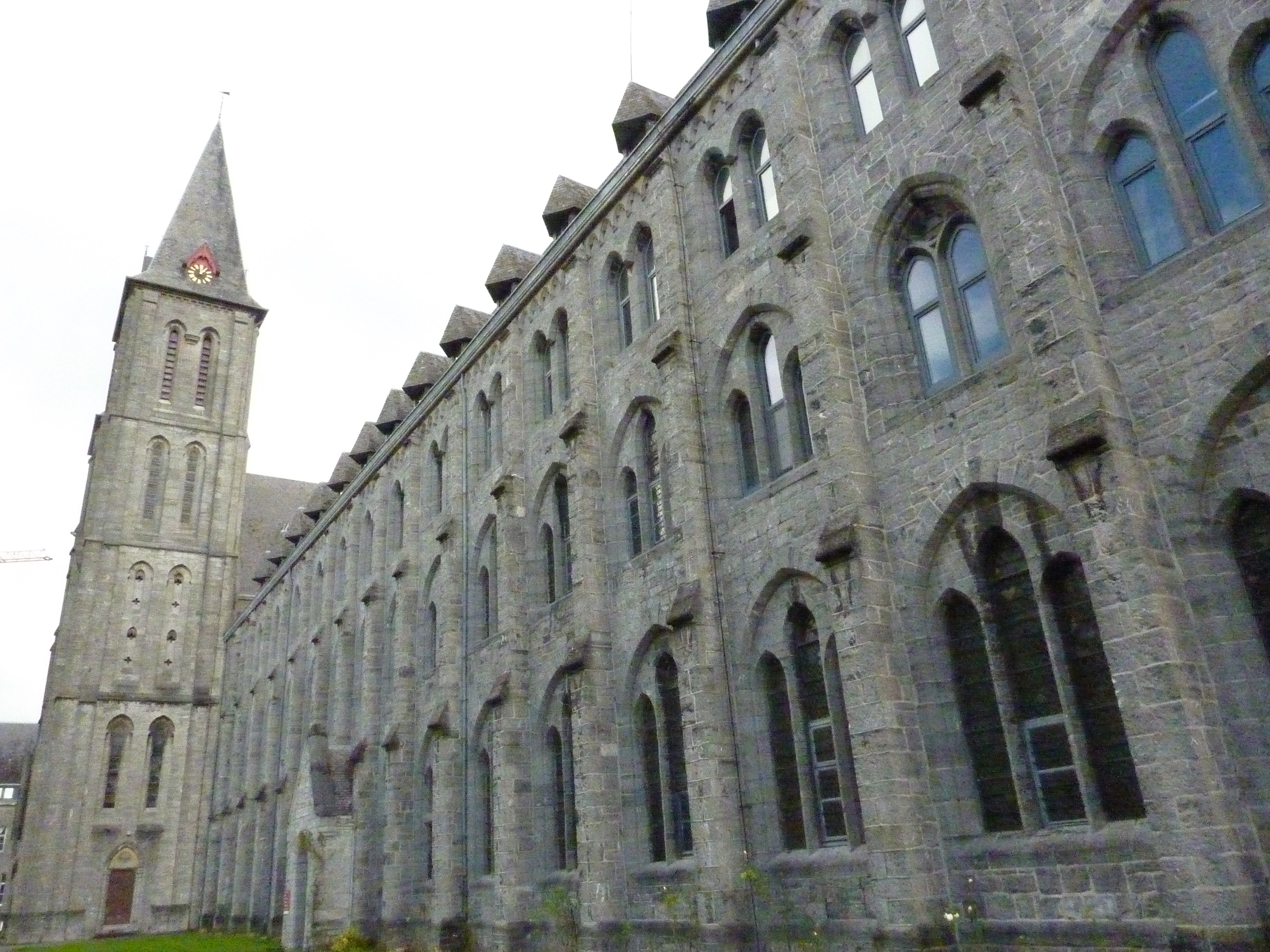
Maredsous Kloosterkerk
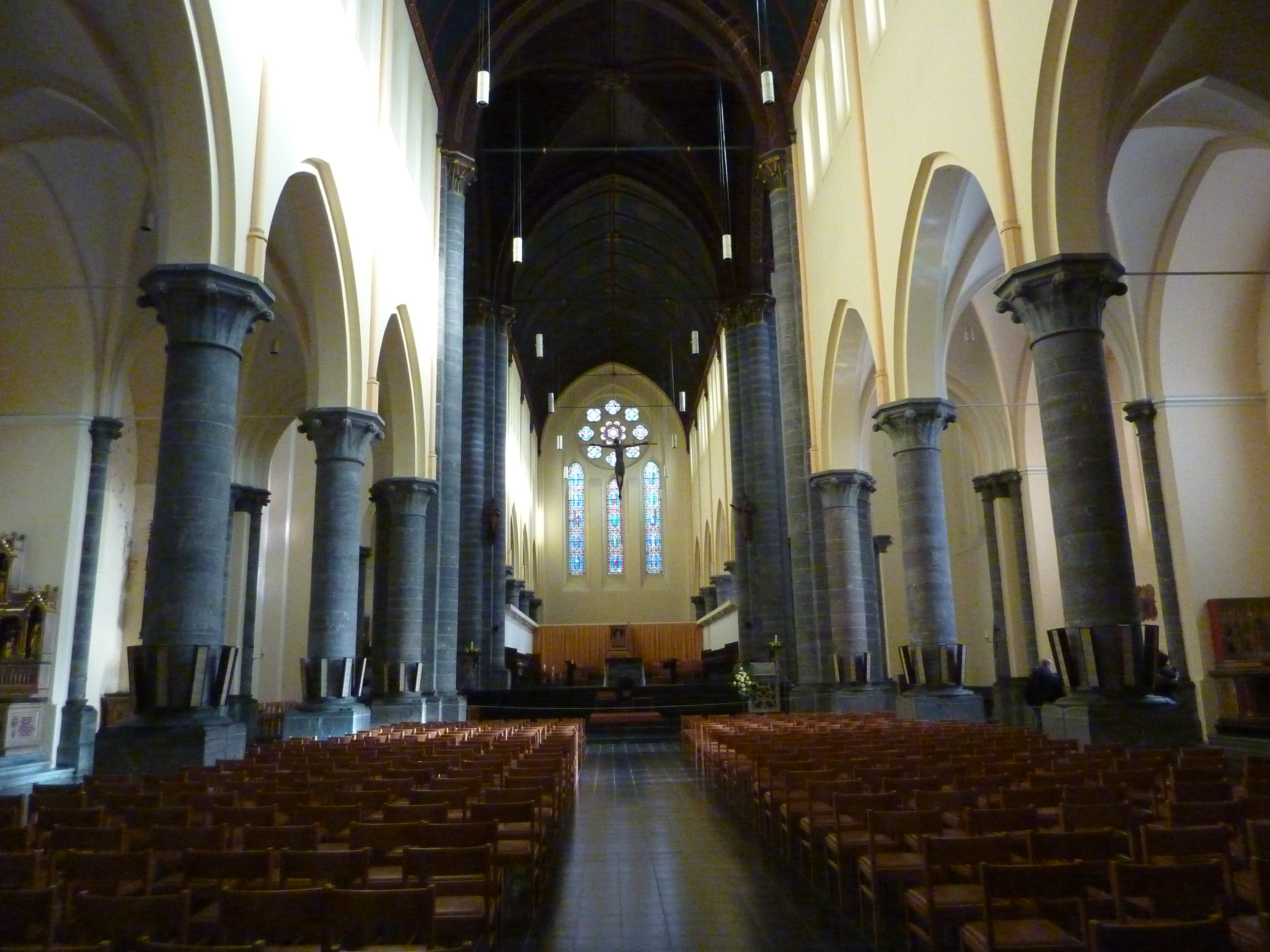
Maredsous Kloosterkerk interieur

## Stichtingen
Vanuit Maredsous zijn een aantal nieuwe stichtingen gebeurd of zijn monniken uitgestuurd die bijdroegen tot nieuwe kloosters: Sant'Anselmo all'Aventino in Rome (1893); abdijen in Brazilië (1895); de Sint-Andriesabdij van Brugge (1899); Abdij Keizersberg in Leuven (1899); Glenstal Abbey in Ierland (1927); Gihindamuyaga in Rwanda (1958); Klooster Sint-Jan-Evangelist in Quévy-le-Grand (1969).

## Oversten
- 1872-1874: Johannes Blessing, superior
- 1874-1876: Placidus Wolter, prior
- 1877-1878: Gerard van Caloen, prior
- 1878-1890: Placidus Wolter, abt
- 1890-1909: Hildebrand de Hemptinne, abt
- 1909-1923: Columba Marmion, abt
- 1923-1950: Célestin Golenvaux, abt
- 1950-1968: Godefroid Dayez, abt
- 1968-1969: Olivier du Roy, prior
- 1969-1972: Olivier du Roy, abt
- 1972-1978: Nicolas Dayez, prior
- 1978-2002: Nicolas Dayez, abt
- sinds 2002: Bernard Lorent, abt

## Abdijproducten
Na de Tweede Wereldoorlog begonnen de benedictijnen van Maredsous met de productie van een abdijkaas en een abdijbier. Deze plaatselijke specialiteiten, die overigens ook in de handel verkocht worden, bevatten de naam "Maredsous" slechts als merknaam.

### Abdijbier Maredsous
Het Maredsous-bier werd van 1949 tot 1963 door de monniken van Maredsous geproduceerd en daarna toevertrouwd aan brouwerij Duvel Moortgat.

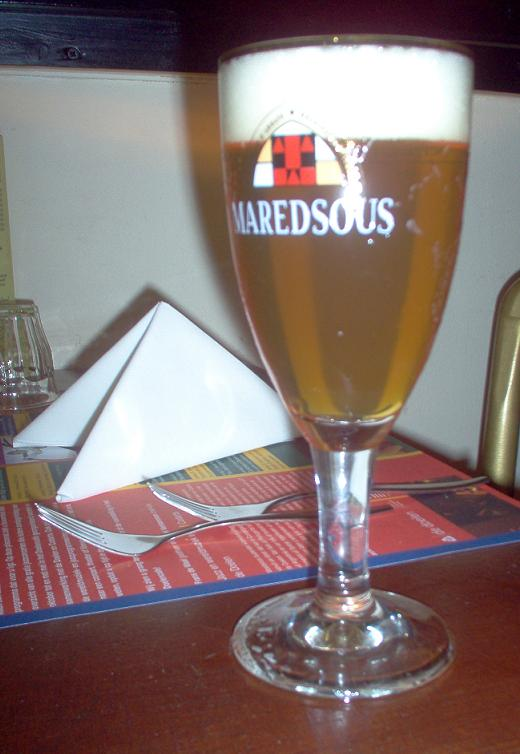
Maredsous 6, geschonken in het oude Maredsousglas
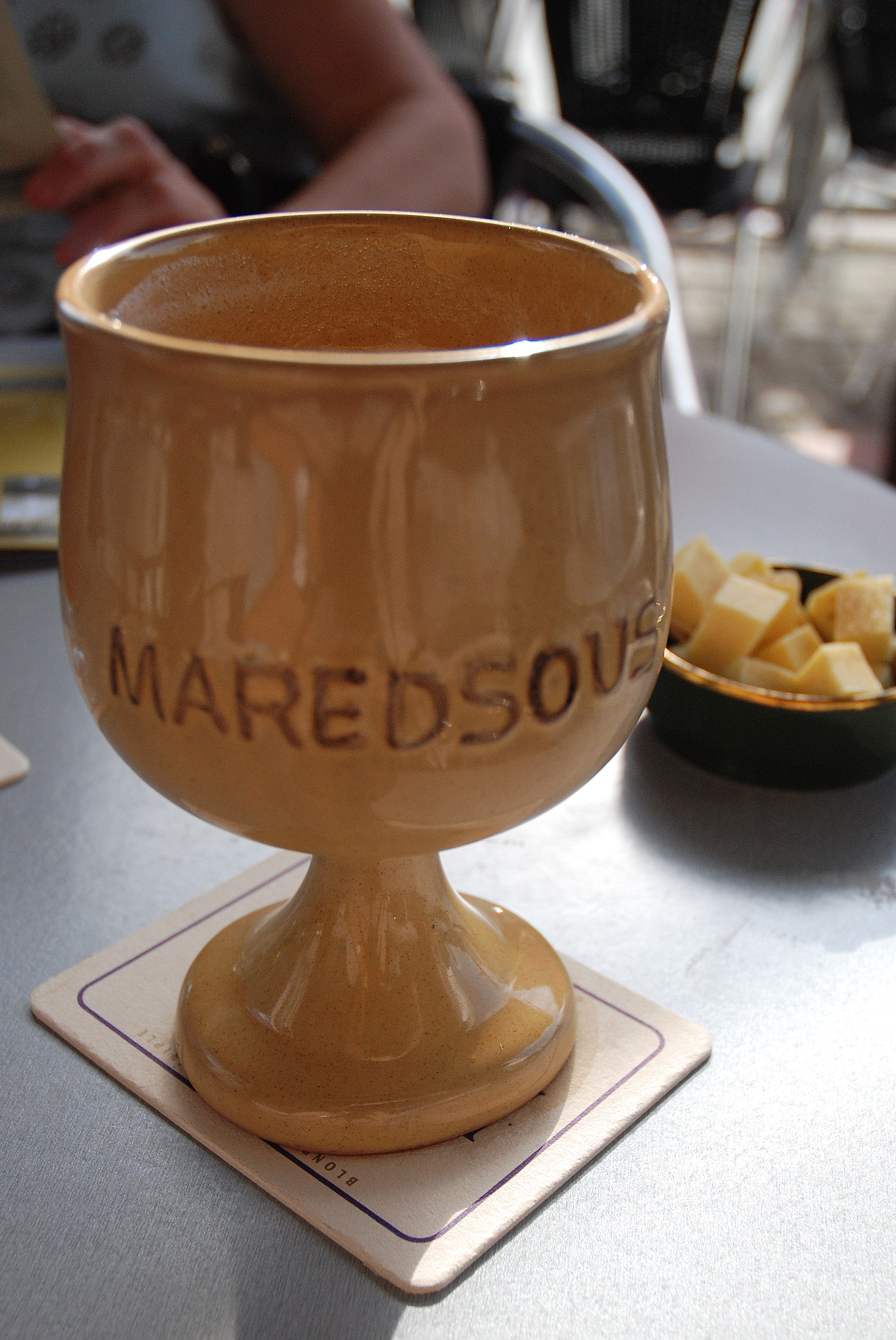
Maredsous in een beker uit aardewerk

### Maredsouskaas
Maredsouskaas is gemaakt van koemelk en heeft een vetgehalte van 45%. De kaas wordt sinds 1953 bereid en lijkt een beetje op de Franse kaas Port Salut. Sinds 1959 wordt de kaasbereiding niet meer door het klooster gedaan maar door een melkcoöperatie. Dit bedrijf werd in 1990 overgenomen door de Franse Le Groupe Bel. Enkel de blokkaas die per kilo verkocht wordt, wordt nog op het terrein van het klooster gemaakt.